# Hideki Irabu
Hideki Irabu (伊良部 秀輝, Irabu Hideki, 15 mai 1969 - 27 juillet 2011) est un lanceur droitier japonais de baseball ayant joué dans la Ligue Pacifique et la Ligue centrale du Japon ainsi que dans les Ligues majeures de baseball.

## Naissance
Hideki Irabu voit le jour le 15 mai 1969 à Hirara, préfecture d'Okinawa, au Japon. Son père biologique est américain mais Irabu a été élevé par Ichiro Irabu et son épouse, Kazue, et il a grandi à Amagasaki dans la préfecture de Hyōgo.

## Carrière au Japon
Irabu a joué dans les Chiba Lotte Marines dans la Ligue Pacifique de 1988 à 1996. Il était réputé pour être un lanceur très rapide, ainsi en 1993, il a lancé une balle à 158 km/h contre Kazuhiro Kiyohara des Seibu Lions. C'était la plus rapide balle enregistrée de tout le baseball professionnel japonais (NPB) jusqu'en 2005, quand le record fut battu par Marc Kroon des Yokohama BayStars. Cependant, il reste le record de la Ligue Pacifique. Irabu a remporté la ligue en 1994 (27 matchs, 207,1 manches lancées, 15 victoires, 10 défaites, 239 retraits sur des prises, et 3,04 de moyenne de points mérités), et en 1995 et 1996. Pendant ces années, Irabu a monopolisé le titre du lanceur ayant le plus grand nombre de retraits sur des prises de sa ligue.

## Carrière dans les Ligues majeures

### Yankees de New York
En 1997, les Padres de San Diego ont racheté son contrat aux Chiba Lotte Marines. Cette transaction est célèbre car elle a mené à la création du système d'affichage actuellement utilisé par les équipes japonaises et la ligue majeure de baseball. Irabu a cependant refusé de signer avec les Padres en disant qu'il voulait jouer avec les Yankees de New York. Pour négocier, les Yankees ont offert aux Padres un joueur au choix dans la liste suivante : Brian Boehringer, David Weathers, Chris Cumberland, Andy Fox, et Matt Luke. Les Padres ont fini par échanger Homer Bush et Irabu contre Rafaël Medina, Ruben Rivera, et 3 millions de dollars. Les Yankees ont fait signer à Irabu un contrat de quatre ans à 12,8 millions de dollars, et après seulement huit matches en ligue mineure, les Yankees l'ont mis en rotation.

### Expos de Montréal
Après la saison 1999, il est échangé aux Expos de Montréal contre Ted Lilly, Christian Parker, et Jake Westbrook. Il n'est le partant que pour 14 matches avec les the Expos en 2000 et en 2001, lançant 71⅓ manches pour une moyenne de points mérités de 6.69 et un dossier de 2 victoires et 7 défaites.

## Retour au Japon
Irabu joue avec les Hanshin Tigers en 2003 et 2004 .

## Dernières années
Il est arrêté pour conduite en état d'ivresse le 17 mai 2010

## Décès
Il est trouvé mort le 27 juillet 2011 à Rancho Palos Verdes. Il aurait mis fin à ses jours à l'âge de 42 ans.